# Schlacht bei Hattin
Montgisard – Jakobsfurt – Karak (I) – Cresson – Karak (II) – Hattin – Jerusalem – Tyrus – Belvoir
Die Schlacht bei Hattin (in manchen Aufzeichnungen auch Hattyn, Huttin, Hittin oder Hittim genannt) am 4. Juli 1187 war die größte militärische Niederlage der Kreuzfahrer und führte zum Verlust großer Teile der Kreuzfahrerstaaten einschließlich des Königreichs Jerusalem an die Muslime.
Das Schlachtfeld befand sich zwischen Akkon und dem See Genezareth, südlich der doppelten Hügelspitze, die Hörner von Hattin genannt wurde. Der See Genezareth liegt in Sichtweite.

## Vorgeschichte
Rainald von Chatillon, Herr der Festung Kerak de Moab am südlichen Jordantal, überfiel wiederholt Karawanen von muslimischen Kaufleuten, die im Vertrauen auf den geschlossenen Frieden zwischen Damaskus und Arabien unterwegs waren. Rainald legte die Reisenden in Ketten und plünderte die Waren, worauf Saladin Rache schwor. Nachdem der neue König von Jerusalem, Guido von Lusignan, eine Wiedergutmachung und die Auslieferung Rainalds abgelehnt hatte, zog Saladin fast 45.000 Mann, davon allein 12.000 Mann der Mamluken-Garde, am Nordende des Sees Genezareth zusammen und belagerte zunächst die Festung und Stadt Tiberias.
Die Straße Darb al-Hawarnah, die schon die Römer erbaut haben sollen, ist die unmittelbare Ost-West-Verbindung zwischen der Jordanfurt, dem See Genezareth und der Mittelmeerküste. Saladin hatte Tiberias am Westufer des Sees am 2. Juli 1187 eingenommen und einige christliche Stätten erobert. Raimund von Tripolis, dessen Ehefrau Eschiva in der Festung von Tiberias eingeschlossen war, und König Guido von Jerusalem befanden sich mit dem Hauptteil der christlichen Armee in Akkon.
Die Truppen bestanden vermutlich aus 1.200 Rittern, 4.000 Turkopolen und anderer leichter Kavallerie sowie 15.000 bis 18.000 Fußtruppen von unterschiedlicher Kampfkraft, angefangen bei professionellen Armbrustschützen bis hin zu unerfahrenen Siedlern und Zivilisten. Die Turkopolen waren Söldner und wurden mit dem Geld bezahlt, das König Heinrich II. von England als persönliche Buße für die Ermordung von Thomas Becket bei den Templern im Heiligen Land hinterlegt hatte und das eigentlich zur Verwendung bei einem baldigen Kreuzzug Heinrichs gedacht war.
Raimund hielt in Akkon eine erste Rede, in der er darauf hinwies, dass ein Marsch von Akkon zur Entsetzung Tiberias im Hochsommer Selbstmord wäre. Aufgrund interner Machtkämpfe und um dem Verdacht der Feigheit zu entgehen, ordnete König Guido dennoch den unverzüglichen Marsch gegen Saladin nach Tiberias an.

## Verlauf
Zunächst sammelte sich das gesamte christliche Heer im sicheren Sepphoris, wo es genügend Wasser und Weideland gab. Raimund von Tripolis hielt hier eine zweite Rede, in der er vom Weitermarsch dringend abriet, da die berechtigte Hoffnung bestand, dass sich das Heer Saladins wieder auflösen würde. Seinen überzeugenden Worten stimmten alle Großen zu und gingen zu Bett. Der Großmeister der Templer Gérard de Ridefort und Rainald von Chatillon besuchten gegen Mitternacht den wankelmütigen König und überzeugten ihn, Tiberias in jedem Fall zu entsetzen. Am nächsten Morgen, dem 3. Juli, begann das christliche Heer entgegen allen Beschwörungen Raimunds seinen Marsch von Sepphoris in Richtung Tiberias.
Dem ortskundigen Raimund fiel dabei die Führung der Vorhut zu, da es sich um sein Lehensgebiet handelte. Der König, der Lazarusorden und die schwerbewaffneten Reiter bildeten die Mitte, und die Templer und Johanniter die Nachhut, die durch Balian von Ibelin und Reinhold von Sidon geführt wurde.
Von Anfang an setzten die leichten, wendigen Reiter der Muslime den behäbig dahinziehenden Truppenteilen zu, indem sie sie mit Pfeilhageln eindeckten und das Weiterkommen verlangsamten. Außerdem ließ Saladin sämtliche Sträucher in der Umgebung abbrennen, um die Luft noch stickiger und trockener für die Christen zu machen. Gegen Abend erreichte die Vorhut den nur noch eine Meile vom Seeufer entfernten Ort Maskana. Saladin hatte inzwischen seine Truppen von Kefr Sebt herangezogen und versperrte ihnen erfolgreich den Weg. Der zögerliche König Guido fragte daraufhin Raimund um Rat. Dieser schlug vor, in das Dorf Hattin zu ziehen, was jedoch misslang, da die Muslime auch hier erfolgreich mit Truppen den Weg versperrten. Die Christen übernachteten durstig und ohne Aussicht auf Wasser auf dem offenen Feld der Südspitze der Hörner von Hattin.
Am Morgen des 4. Juli 1187 versuchten die christlichen Truppen einen Ausfall in Richtung des Sees Genezareth. Zuerst stellten die Muslime sich nicht zum Kampf, sondern gingen langsam zurück, brannten das umgebende Buschwerk nieder und deckten die Christen mit Pfeilen ein. Als die Christen erschöpft, desorientiert und desorganisiert waren, blieb Saladin mit seinen geordneten Truppen stehen. Das christliche Heer kam aus dem Rauch heraus und wurde von Saladin angegriffen und dezimiert. Vor allem der Wassermangel und die übergroße Hitze hatten die meisten christlichen Kämpfer schon erheblich geschwächt. Das Heilige Kreuz, auch Wahres Kreuz Christi genannt, wurde von den Muslimen erbeutet, nachdem der Bischof von Bethlehem, dem man es anvertraut hatte, getötet worden war.
Raimund, der vom Hauptteil des Heeres abgeschnitten worden war, durchbrach schließlich mit der ihm unterstehenden Vorhut die feindlichen Linien und entkam durch das Wadi al-Hammam in Richtung Nordosten. Ein Teil der durch Balian von Ibelin und Reinhold von Sidon geführten Nachhut konnte westwärts Richtung Akkon fliehen.
Der König zog sich mit den verbleibenden Truppen auf die Südspitze der Hörner von Hattin zurück und ließ dort sein Zelt errichten. Nach mehreren heftigen Angriffs- und Entlastungswellen, die von den noch diszipliniert kämpfenden Ordensrittern geführt wurden, fielen gegen Mittag das Zelt und das Banner des Königs unter dem gemeinsamen Ansturm aller Truppenverbände Saladins. König Guido selbst und die noch verbliebenen Ritter, unter ihnen der Großmeister der Templer, Gérard de Ridefort, wurden völlig erschöpft gefangen genommen.
Saladin persönlich reichte König Guido Wasser als Zeichen, dass er ihm kein Leid zufügen würde. Der König und Großmeister Ridefort wurden als Geiseln genommen. Rainald von Chatillon ließ er enthaupten (nach muslimischer Quelle vollzog er dies eigenhändig). Auch alle anderen überlebenden Ordensritter (100 bis 200 Personen) wurden geköpft. Das Angebot, sich durch Konversion zum Islam vor der Enthauptung zu retten, wurde lediglich von einer Handvoll Ritter angenommen. Nur wenige christliche Ritter hatten sich der Schlacht am Ende durch Flucht entziehen können.

## Folgen

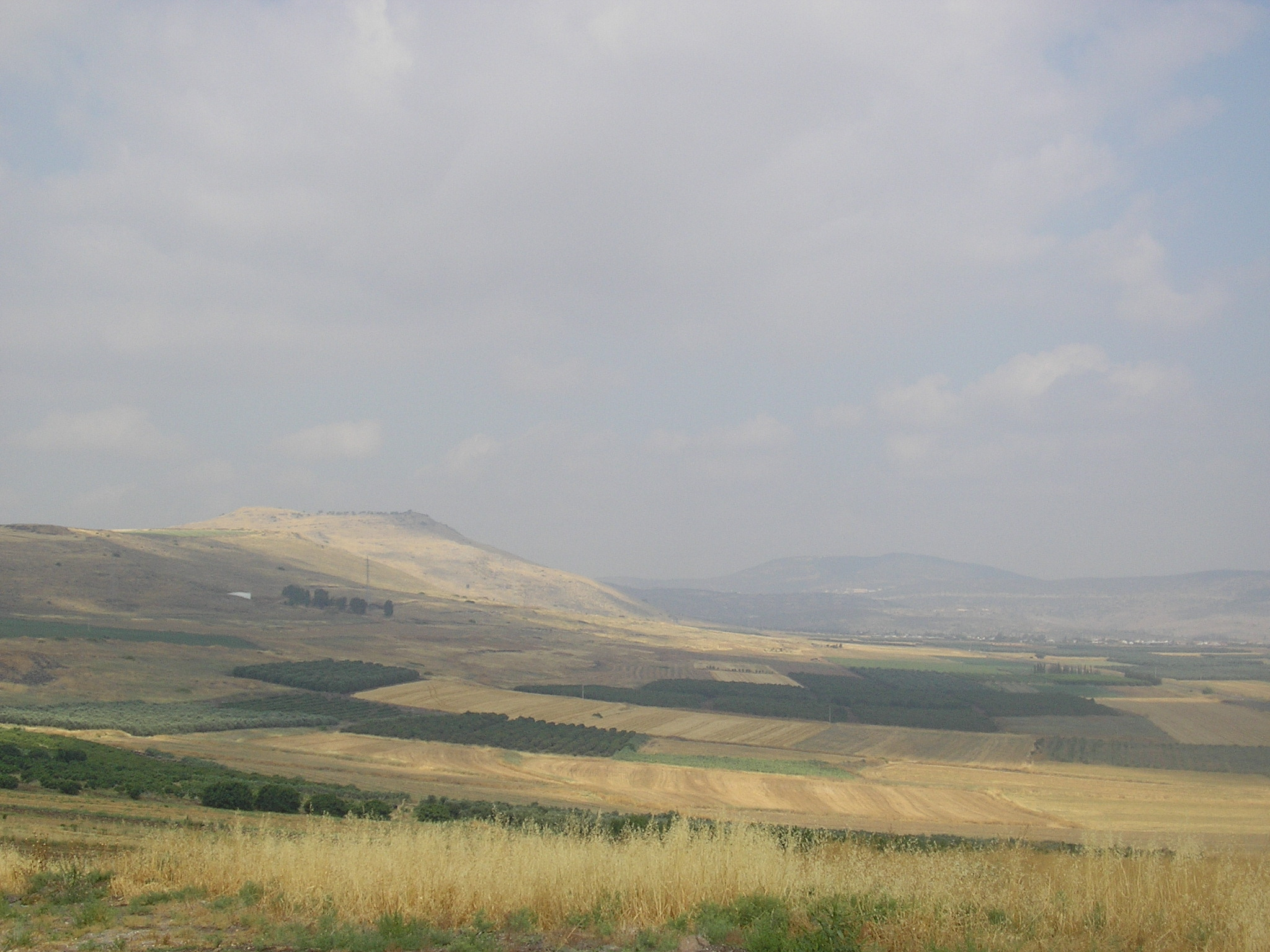
Ort der Schlacht

Um Truppenkontingente für die Schlacht zu stellen, waren die Besatzungen der Festungen stark reduziert worden, was die folgenden muslimischen Angriffe erleichterte. Bis Mitte September nahm Saladin gemäß dem Chronisten Baha ad-Din 52 Städte und Festungen ein. Jerusalem fiel den Muslimen nach kurzer Belagerung am 2. Oktober 1187 in die Hände. Nur wenige Gebiete konnten sich erfolgreich der Belagerung widersetzen, darunter die Festung bei Gaza, die Festung Tyros, die Festung Tripolis, die Johanniterburg Krak des Chevaliers, die Templerburg Tortosa und die Johanniterburg Margat.
Die Nachrichten von der vernichtenden Niederlage bei den Hörnern von Hattin und vom Verlust Jerusalems führten schließlich zum Dritten Kreuzzug. Dieser konnte zwar die Vernichtung der Kreuzfahrerstaaten vorerst verhindern, aber letztlich war diese vernichtende Niederlage der Anfang vom Ende. Das Heilige Land unter christlicher Herrschaft geriet in die Defensive und der Niedergang war nicht mehr aufzuhalten. Mit dem Verlust der letzten Stadt und Festung Akkon 1291 endete die christliche Kreuzfahrer-Staatlichkeit im Vorderen Orient, bis auf die Königreiche Zypern und Kleinarmenien.